# Magnolia rostrata
Magnolia rostrata är en magnoliaväxtart som beskrevs av William Wright Smith. Magnolia rostrata ingår i släktet Magnolia och familjen magnoliaväxter. Inga underarter finns listade i Catalogue of Life.